# عبد الله أبو ستة
عبد الله أبو ستة (1914-1970) مجاهد فلسطيني، ولد في بئر السبع تربي في كنف عمة الشيخ حسين دهشان صقر أبو ستة بعد وفاة والده الذي كان قائداً في الثورة الفلسطينية الكبرى في جنوب فلسطين (1936-1939). لجأ إلى مصر بعد مطاردة الإنجليز له وبسبب رغبة بريطانيا في استرضاء العرب أثناء الحرب فسمحت للاجئين السياسيين في مصر بالعودة. فعاد لتكوين فرق للدفاع عن المنطقة وبئر السبع في الفترة 1944- 1948 وقاتل مع الأخوان المسلمين. وكوّن مجموعات فدائية بعد النكبة. أسس أول هيئة سياسية للآجئين ومثّل فلسطين في عدة مؤتمرات عالمية. قابل الرئيس محمد نجيب والرئيس جمال عبد الناصر وجيفارا.
عُيّن سفيراً لمنظمة التحرير الفلسطينية في دولة قطر، ولكنه لم يعتد الجهاد غير المباشر من خلال السفارة فعاد إلى الأردن وأسس «منظمة سيناء والنقب» تحت مظلة منظمة التحرير الفلسطينية. أغتيل في شتاء عام 1970 في مدينة جرش.

## حياته النضالية
أسس فريقاً من المجاهدين من قبيلته (الترابين) من خان يونس وغزة والخليل، عمل على نسف القطارات البريطانية بين خان يونس ورفح، وفي عام 1939 عادت الحكومة البريطانية، وطاردت المجاهدين وقبضوا عليهم وإعدموهم فلجأ إلى مصر. عاد إلى أرض الوطن عام 1942، أعاد تنظيم الدفاع عن جنوب فلسطين من الخطر الصهيوني، ثم عُيّن قائداً لحركة النضال في قضاء بئر السبع بأكمله تابعاً للواء سليمان عبد الواحد سبل باشا الذي عينته الجامعة العربية قائداً عاماً للجبهة الجنوبية (بئر السبع وغزة والخليل).
عام 1948 تحالف المجاهدين بقيادة عبد القادر الجيلاني، هاجموا مدينة بئر السبع واحتلوها لمدة عام، أقاموا فيها حكماً عربياً خالصاً يشمل معظم جنوب فلسطين. وفي 14/5/1948 قابل عبد الله أبو ستة أحمد المواوي قائد القوات المصرية في الشيخ زويد استعداداً لدخول فلسطين، فعرض عليه قواته المؤلفة من أكثر من مائة مناضل بأسلحتهم، فرفض المواوي الإستفادة منهم حتى لإستخدامهم أدلاء للتعريف بالبلاد. وصادر الجيش المصري بعد ذلك أسلحة المناضلين في بئر السبع. أستهدف المستعمرات الصهيونية في جنوب شرق خان يونس وشرق بئر السبع.
بعد هزيمة 1951 أسس تنظيم سياسي للدفاع عن حقوق اللاجئين باسم “اللجنة التنفيذية لمؤتمر اللاجئين” وكان سكرتيرها العام. ومثل هذه اللجنة في مؤتمرات دولية في آسيا وأفريقيا وقابل وزراء الخارجية العرب، وحارب مشاريع التوطين التي حاولت أمريكا تمريرها عن طريق وكالة الغوث (الأونروا).

## مناصب تبوأها
- كان عضواً في المجلس التشريعي الفلسطيني الذي أنشىء بعد صدور نظام دستوري جديد لقطاع غزة في 5/3/1962، وكان له دور مميز في تحويل المجلس إلى مؤسسة وطنية مستقلة فاعلة.
- عُيّن مديراً لمكتب منظمة التحرير الفلسطينية في قطر وبقي هناك حتى عام 1968. حين عاد إلى الإنخراط في النضال الوطني وحركة الفدائيين بعد عودتها إلى الظهور تحت قيادة منظمة التحرير بعد هزيمة 1967.
- تسلم مهمة التنظيم الشعبي في الأردن.